# 미무로촌 (사이타마현)
미무로촌(三室村)은 사이타마현 기타아다치군에 있던 촌이다. 현재의 사이타마시의 북서부에 해당되며, 오미야 고원의 남동쪽 끝에 위치해 있었다. 

## 역사
- 1889년 4월 1일 - 정촌제 시행에 수반해 기타아다치군 미무로촌이 설치되었다.
- 1940년 4월 17일 - 오마기촌과 함께 우라와시에 편입해 소멸하였다.

## 참고문헌
- 「角川日本地名大辞典」編纂委員会『角川日本地名大辞典 11 埼玉県』角川書店、1980年7月8日。ISBN 4040011104。
- 浦和市総務部市史編さん室『わがまち浦和―地域別案内』浦和市、1982年11月30日。